# Multimeter

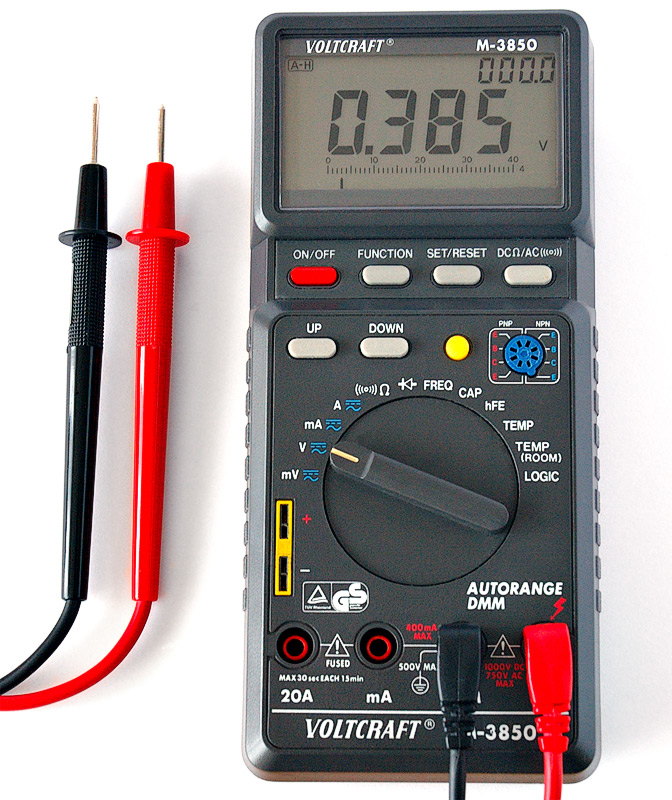
Digitale multimeter

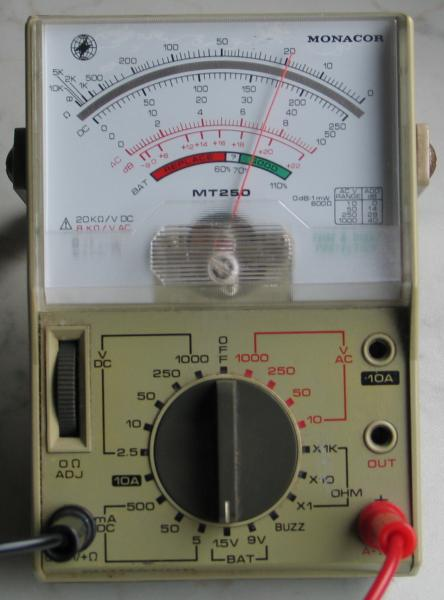
Analoge multimeter

Een multimeter of universeelmeter is een elektrisch meetinstrument waar een aantal grootheden mee gemeten kunnen worden zoals spanning, stroomsterkte (of kortheidshalve stroom) en weerstand. Uitgebreidere universeelmeters kunnen vaak ook capaciteit, zelfinductie, frequentie, temperatuur, de doorlaatspanning van een diode en de stroomversterkingsfactor van een transistor meten.

Daarnaast is vaak een verbindingstester aanwezig. Deze geeft een geluidssignaal als ruwe indicatie van een verbinding. Dit is handig om snel te kunnen werken waarbij niet naar de meter hoeft gekeken te worden.
Moderne universeelmeters van na ca. 1985 hebben meestal een digitale uitlezing, veelal met een lcd. Tot die tijd waren analoge meters (met een draaispoelmeter) goedkoper te produceren. De wat duurdere digitale multimeters kunnen automatisch de juiste schaal (bereik, meetbereik, in het Engels range) of polariteit selecteren. Omdat voor sommige metingen (veranderende waarden van de te meten grootheid) een analoge meter beter en sneller te interpreteren is zijn sommige digitale universeelmeters ook uitgerust met een analoge schaal.
Sommige, met name de digitale universeelmeters, hebben een ingebouwde versterker en hebben daardoor het voordeel van een hogere ingangsimpedantie, zodat de te meten schakeling minder nadelig wordt beïnvloed door de meter zelf. Door de versterker kunnen deze meters ook vaak lagere spanningen en stromen meten. 
Omdat de ingangsweerstand verandert bij verschillende spanningsmeetbereiken wordt deze uitgedrukt in ohm per volt. Zo heeft een multimeter van 10.000 Ω/V op het 10 V-bereik een ingangsweerstand van 100.000 Ω of 100 kΩ.
Achter de wijzer van de duurdere analoge meters bevindt zich een spiegel. De spiegelschaal voorkomt afleesfouten ten gevolge van de parallaxfout. Als bij het aflezen van de meter het spiegelbeeld van de meternaald precies achter de naald valt, heeft het oog de juiste positie om de meterschaal te kunnen aflezen.

## Functies van een digitale multimeter
De meeste multimeters beschikken over een redelijk aantal ingebouwde meetinstrumenten waar de meeste technici genoeg aan hebben. 
- Spanning meten – Deze stand laat de spanning in volt zien over de twee probes van de multimeter, vaak beschikt een multimeter over een DC stand en een AC stand.
- Stroomsterkte meten – Deze stand meet de stroomsterkte in ampère door een bepaald punt in de schakeling, deze stand is ook weer onderverdeeld in AC en DC.
- Weerstand meten – Deze stand meet de waarde van de interne weerstand van een schakeling of de waarde van een weerstand zelf. De stand werkt alleen correct als er geen invloed is van andere spanningsbronnen in de schakeling. De weerstand wordt weergegeven in ohm.
- Doorlaatspanning van een diode meten. Deze stand laat zien hoeveel spanning in volt er nodig om een diode stroom te laten geleiden indien deze in geleidstand is geschakeld.
- Versterking van een transistor. Spreekt voor zichzelf, deze stand wordt vaak gebruikt bij het maken van versterkende schakelingen.
- Temperatuur meten. Deze stand is alleen te vinden bij vrij moderne multimeters.
- Capaciteit meten. Deze stand meet de capaciteit van een condensator in farad. Bij het meten van een elektrolytische condensator (elco) moet men rekening houden met de plaatsing van de probes van de multimeter op de pinnen hiervan.
- Continuïteit meten. Deze stand meet de continuïteit van twee punten, daarmee wordt bedoeld of de twee te meten punten in direct contact met elkaar staan. Vaak wordt de continuïteit aangegeven met een ingebouwde buzzer. Men dient op te letten dat de buzzer nog steeds afgaat (er continuïteit is) wanneer er over een shuntweerstand wordt gemeten, dit komt omdat de shuntweerstand een zeer kleine waarde en het dus lijkt alsof de twee pinnen van de shunt zijn kortgesloten.